# Niuva 20
Niuva 20 är en EP från 2005 av den finländska metalgruppen Turmion Kätilöt.

## Låtlista
1. Sika!
2. Kirosana
3. Varjot
4. Stormbringer
5. Liitto (Live)

Stormbringer är en cover på en låt av Deep Purple. Liitto spelades in live vid en spelning på Henry's Pub i Kuopio i Finland den 8 januari 2005.